# Marlboro 500 1997
Marlboro 500 1997 var ett race som var den sjuttonde och sista deltävlingen i CART World Series 1997. Den kördes den 28 september på den nybyggda California Speedway i Fontana, Kalifornien. Mark Blundell tog sin tredje seger för säsongen, efter att ha tagit sig förbi Jimmy Vasser med tio varv kvar. Innan dess hade Greg Moore lett tävlingen, men han råkade ut för ett motorhaveri.

## Slutresultat
| Plats | Förare                | Team                    | Grid | Kvaltid |
| ----- | --------------------- | ----------------------- | ---- | ------- |
| 1     | Mark Blundell         | PacWest Racing          | 8    | 30,942  |
| 2     | Jimmy Vasser          | Chip Ganassi Racing     | 2    | 30,534  |
| 3     | Adrián Fernández      | Tasman Motorsports      | 14   | 31,125  |
| 4     | Maurício Gugelmin     | PacWest Racing          | 1    | 30,316  |
| 5     | Bobby Rahal           | Team Rahal              | 10   | 30,975  |
| 6     | Gil de Ferran         | Walker Racing           | 12   | 31,035  |
| 7     | Scott Pruett          | Patrick Racing          | 4    | 30,845  |
| 8     | Robby Gordon          | Hogan Racing            | 13   | 31,078  |
| 9     | Christian Fittipaldi  | Newman/Haas Racing      | 16   | 31,205  |
| 10    | P.J. Jones            | All American Racing     | 21   | 31,995  |
| 11    | Parker Johnstone      | Team KOOL Green         | 15   | 31,184  |
| 12    | Max Papis             | Team Rahal              | 25   | -       |
| 13    | Greg Moore            | Forsythe Racing         | 6    | 30,912  |
| 14    | Gualter Salles        | Davis/Craig Racing      | 26   | -       |
| 15    | Richie Hearn          | Della Penna Motorsports | 22   | 32,484  |
| 16    | Dennis Vitolo         | Project Indy            | 17   | 31,484  |
| 17    | André Ribeiro         | Tasman Motorsports      | 11   | 30,988  |
| 18    | Michel Jourdain Jr.   | Payton/Coyne Racing     | 5    | 30,872  |
| 19    | Michael Andretti      | Newman/Haas Racing      | 7    | 30,913  |
| 20    | Raul Boesel           | Patrick Racing          | 9    | 30,971  |
| 21    | Bryan Herta           | Team Rahal              | 3    | 30,705  |
| 22    | Al Unser Jr.          | Marlboro Team Penske    | 20   | 31,761  |
| 23    | Hiro Matsushita       | Arciero-Wells Racing    | 23   | 33,011  |
| 24    | Arie Luyendyk         | Chip Ganassi Racing     | 27   | -       |
| 25    | Arnd Meier            | Payton/Coyne Racing     | 24   | 33,593  |
| 26    | Paul Tracy            | Marlboro Team Penske    | 19   | 31,703  |
| 27    | Juan Manuel Fangio II | All American Racing     | 18   | 31,585  |